# Words and Music
Words and Music (Brasil: Letra e Música ) é um filme norte-americano de 1929, do gênero comédia musical, dirigido por James Tinling e estrelado por Lois Moran e David Percy.

## A produção
O filme é notável por ser o primeiro em que John Wayne recebeu créditos, ainda que não com o nome que o tornou famoso, mas, sim, como Duke Morrison.
Entre as canções, The Hunting Song, Take a Little Tip e Too Wonderful for Words, todas compostas por Dave Stamper e Harlan Thompson.

## Sinopse
Dois compositores universitários duelam pelo coração da bela Mary e pelos 1500 dólares oferecidos a quem escrever a melhor canção. Mary concorda em interpretar as músicas de ambos, mas no final terá de escolher apenas um.

## Elenco
| Ator/Atriz          | Personagem     |
| ------------------- | -------------- |
| Lois Moran          | Mary Brown     |
| David Percy         | Phil Denning   |
| Helen Twelvetrees   | Dorothy Bracey |
| William Orlamond    | Pop Evans      |
| Elizabeth Patterson | Dean Crockett  |
| Duke Morrison       | Pete Donahue   |
| Ward Bond           | Ward           |
| Frank Albertson     | Skeet Mulroy   |
| Tom Patricola       | Hannibal       |
| Bubbles Crowell     | Bubbles        |